# Лава (журнал)
«Лава» — назва кількох російськомовних літературно-критичних журналів, які в різний час існували в Україні та на Півдні Росії.

## Одеський журнал
У 1920 було видано два номери в Одесі, після чого припинив журнал існування через матеріальні труднощі.
Редакторами журналу були поет Володимир Нарбут, партійний діяч Сергій Інгулов та журналіст Леонід Тарський. Видавцем журналу був відділ преси губвиконкому.
Журнал виступав за реалістичний напрям у літературі й мистецтві.

## Ростовський журнал
З квітня 1925 по квітень 1926 року журнал «Лава» друкувався Північно-Кавказьким об'єднанням асоціацій пролетарських письменників у Ростові-на-Дону. Наклад 2 000 примірників.
Редакторами журналу були письменники Володимир Киршон, Володимир Ставський, Олександр Фадєєв.
Журнал слугував майданчиком для публікації письменників регіону.

## Харківський журнал
З 2010 по 2021 рік журнал видавався у Харкові. За цей час вийшло 42 номери.
Журнал слугував майданчиком для публікації письменників літературного об'єднання «АВАЛ».
Редакторами журналу були Герман Тітов, Тетяна Шеїна, Андрій Костинський.